# Demolition Man (lied)
Demolition Man is een nummer geschreven door de Britse muzikant Sting. 
"Demolition Man" werd in 1981 op single uitgebracht door de Jamaicaanse zangeres Grace Jones, als eerste single van haar vijfde studioalbum Nightclubbing. Datzelfde jaar nam Sting het nummer zelf ook op met zijn band The Police. Deze versie verscheen nooit op single, maar is terug te vinden als albumtrack op hun vierde studioalbum Ghost in the Machine. Sting nam in zijn eentje een iets stevigere versie van het nummer op voor de soundtrack van de gelijknamige film uit 1993. Hij bracht het datzelfde jaar uit op single, waarmee hij een bescheiden 21e positie bereikte in het Verenigd Koninkrijk. In het Nederlandse taalgebied deed het nummer niets in de hitlijsten.